# Leptorhabdos parviflora
Leptorhabdos parviflora là loài thực vật có hoa thuộc họ Cỏ chổi. Loài này được (Benth.) Benth. mô tả khoa học đầu tiên năm 1846.